# آلبا کابیو
آلبا کابیو (اسپانیایی: Alba Cabello‎؛ زادهٔ ۳۰ آوریل ۱۹۸۶) شناگر شنای موزون اهل اسپانیا بود.
وی در مسابقات کشوری و بین‌المللی در مجموع برندهٔ ۳ مدال طلا، ۷ مدال نقره، ۵ مدال برنز شده‌است.